# Виктор Милитарьов
Виктор Юревич Милитарьов (на руски: Виктор Юрьевич Милитарёв) е руски политик, общественик, публицист и политически коментатор. По народност той е евреин, но публично заявява, че се чувства като руски националист, известен с провокативната си дейност по подготовката на „Руски марш“. Вицепрезидент на Института по национална стратегия.

## Биография
Виктор Милитарьов е роден на 1 октомври 1955 година в град Москва. През 1977 година завършва Московския икономико-статистически институт. През 1991 година постъпва в Социалдемократическата партия на Русия. На VI конгрес през октомври 1994 година напуска партията.
През 1999 година се запознава със Станислав Белковски, през същата година започва да пише за сайта АПН.ру. От 2004 година вицепрезидент на Института по национална стратегия.
Виктор Милитарьов е един от организаторите и идеолозите на „Руски марш“, автор на вестник Руски марш. От 2005 година е член на управителния съвет на Руското обществено движение.
Виктор Милитарьов е един от организаторите на клуб „Другар“, основател на Лигата на консервативната журналистика. Бил е член на закритото Движение против нелегалната имиграция и Асоциацията на православните експерти на Кирил Фролов.
В началото на 2012 година, с подкрепата на лидера на ДПР Андрей Богданов организира и ръководи Социалдемократическата партия на Русия (2012) (СДПР-2012). На 21 май през същата година, Министерството на правосъдието регистрира партията.
На 18 юли 2012 г= в качеството си на лидер на СДПР-2012 взема участие в пресконференция на 5-те нови регистрирани партии в Русия. На пресконференцията заявява, че неговата партия няма общо с по-рано съществуващите СДПР-1990 и СДПР-2001.

## Произведения
- Виктор Милитарев. Русская колонна. – М.: Алгоритм, 2008. – 240 с. – (Против всех). – ISBN 978-5-9265-0549-5 ((ru))